# Závislost na poli
Závislost na poli je jedním z nejstarších jednodimenzionálních modelů v oblasti kognitivních stylů. Základní koncept byl vytvořen americkým psychologem Hermanem Witkinem.
Z Witkinova výzkumu vyplynuly charakteristické rozdíly ve vnímání jednotlivých objektů v zorném poli. Jednomu extrému se blíží lidé, jejichž vnímání silně dominuje okolí objektu (tj. pole). Tyto osoby jsou tedy “závislé na poli”. Druhým extrémem jsou lidé “nezávislí na poli”, kteří jsou schopni vnímat fokální objekt jako víceméně zcela oddělený od svého okolí.  Podstatnou vlastností kognitivního stylu je jeho stabilita v čase, která byla u závislosti na poli prokázána dokonce i napříč smyslovými modalitami.
Dalším výzkumem bylo odhaleno, že závislost na poli úzce souvisí nejen s percepcí, ale je spojena i s kognitivními procesy. Jedincům, kteří jsou závislí na poli, činí mnohem více obtíží řešit skupinu problémů, které k jejich vyřešení vyžadují vytrhnout určitý element z prezentovaného kontextu, restrukturovat tak problém a užít daný element v odlišném kontextu.
Dále byly prokázány genderové rozdíly v závislosti na poli, avšak zmíněné rozdíly jsou signifikantní až od počátku adolescence. Ženy mají větší tendenci být závislé na poli, avšak dále je vysvětleno, že se závislost (resp. nezávislost) na poli do značné míry u obou pohlaví překrývá. 
Witkin a Berry (1975) tvrdí, že kognitivní styl založený na závislosti na poli koreluje s vysokou sociální kompetencí a z toho pramení, že jedinci více závislí na poli jsou i silněji napojeni na sociální svět. Jedinci nezávislí na poli oproti tomu vykazují vyšší míru autonomie vůči sociálním okolnostem. 

## Metody testování
Za účelem testování míry závislosti na poli byla vyvinuta řada metod, mezi nejznámější z nich patří:

### Test tyče a rámu (Rod and Frame Test)
Počátek výzkumů Witkinova týmu se pojí se způsobem, jakým se orientujeme v prostoru, tedy s tím, jak nacházíme v prostoru “nahoře” a “dole”. Právě za tímto účelem byla vyvinuta první testovací metoda tyče a rámu. Osoba je usazena v temné místnosti, aby se zamezilo využívání vizuálních nápovědí. Poté je jí prezentován stimul v podobě zářící tyče uvnitř barevného rámu a je požádána, aby umístila tyč do svislé polohy. Ve stejném momentu může být experimentátorem změněna pozice rámu, v některých verzích experimentu i pozice účastníka. Z těchto počátečních experimentů později vzešlo prvotní dělení osob podle jejich schopnosti vnímat tyč odděleně od rámu.

### Test skrytých figur (Embedded Figure Test)
Tato metoda začala být využívána ve výzkumu, jako snáze aplikovatelná náhrada testu tyče a rámu. Později se začala užívat hojněji i v klinickém a poradenském kontextu.
Test skrytých figur spočívá v prezentaci jednoduchého geometrického tvaru spolu s dalším komplexním obrazcem. Úkolem testované osoby je nalézt tento jednoduchý tvar (figuru) uvnitř komplexního obrazce představujícího prostředí. Existuje řada verzí, ale většinou je měřen počet nalezených figur ve stanovených časových limitech, buď pro každý stimul zvlášť, nebo pro celý test. Alternativní možností je měřit čas, který zabere nalezení figury.

### Skupinový test skrytých figur (Group Embedded Figure Test)
Jde o modifikaci testu skrytých figur pro testování většího počtu osob zároveň.
V rámci výzkumných potřeb byla vytvořena řada dalších metod i pro jiné než vizuální smyslové modality, například taktilní test skrytých figur, či jeho zvuková verze.

## Interkulturní rozdíly
Je prokázáno (včetně neuro-psychologických důkazů), že Američané (resp. jedinci žijící na západě) si mnohem méně všímají pozadí (tj. více si všímají objektů) než východní Asiaté. Jedinci ze západu mají v testu tyče a rámu tendenci umístit tyč svisle nezávisle na pozici rámu. Oproti tomu východní Asiaté mají tendenci ujistit se, že tyč je umístěna svisle vzhledem k pozici rámu. 
Dále test usazených figur měřící jedincovu schopnost oddělit objekt od pozadí prokázal, že jedinci pocházející z Malajsie a Ruska mají horší výsledky v daném testu než Američané nebo Němci. 
V jiném testu byl osobám předkládán objekt na rozdílném pozadí. Východní Asiaté prezentovali mnohem více informací vztahujících se k pozadí než Američané a zároveň jim činilo větší obtíže daný objekt rozpoznat, pokud ho viděli v odlišeném kontextu. 
Mnoho dalších podobných testů prokazuje, že lidé pocházející z kolektivistických zemí si více všímají pozadí než objektu. Tyto rozdíly mají kulturní základ – lidé v kolektivistických zemích, jako byla např. starověká Čína a další země východní Asie, museli udržovat blízké a jasně strukturované vztahy s druhými lidmi, a proto za těchto podmínek museli být senzitivní na jakékoliv změny, které mohly nastat v sociálním životě/situacích. Naopak lidé pocházející z méně sociálně komplexních a rolově nestrukturovaných zemí (starověké Řecko) měli mnohem více kontroly nad jejich životem, a proto za daných podmínek nebyli nuceni zkoumat jednotlivé složky prostředí a mohli se zaměřit na jejich vlastní cíl. I v současnosti jsou lidé východoasijských společností na sobě vzájemně závislí, oproti tomu na západě jsou lidé poměrně nezávislí. 
Zmíněnou rozdílnost v pozornosti či všímavosti k pozadí (resp. objektu) lze pozorovat i ve způsobech uměleckého vyjádření – portréty západních umělců bývají větší a zabírají mnohem větší část prostoru, než je tomu u asijských děl. 

## Holistický a analytický kognitivní styl

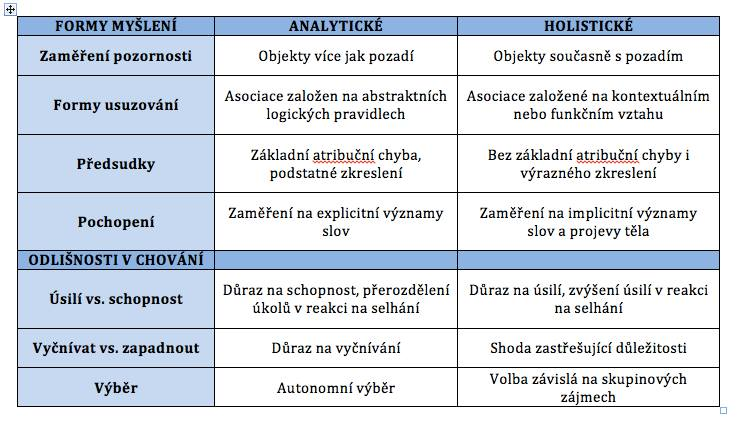
Rozdíly v kognitivních a behaviorálních projevech analytického a holistického myšlení.

Významným dědičným konceptem tohoto závislosti na poli je teorie holistického a analytického myšlení. Analytické myšlení objekty shlukuje na základě určitého pravidla, zatímco holistické myšlení vede ke klasifikaci na základě kontextu či funkčního vztahu.  Například jedinec s analytickým myšlením by seskupil sešit a magazín (vyrobeno z papíru a má mnoho stran), kdežto osoba s holistickým myšlením by seskupila spíše sešit a tužku (funkční propojení tužky a sešitu – psaní) (Ji et al., 2004 in  ). Další rozdíly v analytickém a holistickém myšlení viz níže v tabulce.